# Interliga (ragbi) 2004./05.
Interliga u ragbiju za sezonu 2004/05. je imala za sudionike klubove iz Hrvatske, Slovenije i BiH.

## Poredak
```
Pl  Klub           Ut  Pb  N Pz  Pos  Pri   RP  Bod
1. 
 
Ljubljana
   16  15  0  1  828: 148 +234   46 
2. 
 
Nada
        16  14  1  2  854: 151 +333   44   
3. 
 
Zagreb
      16  10  1  5  540: 312  +89   37 
4. 
 
Čelik
       16   9  1  6  506: 284 -143   35 
5. 
 
Mladost
     16   8  0  8  372: 408 -594   32   
6. 
 
Bežigrad
    16   6  0 10  371: 443 -143   24 
7. 
 
Ma.rivijera
 16   5  0 11  284: 415 -143   22 
8. 
 Emona       16   3  0 13  190: 855 -143   21 
9. 
 
Sisak
       16   1  0 15  117:1046 -143   14 
```

Prvak Interlige za sezonu 2004/05. je slovenska Ljubljana.